# Plectorhinchus playfairi
Plectorhinchus playfairi är en fiskart som först beskrevs av Pellegrin, 1914.  Plectorhinchus playfairi ingår i släktet Plectorhinchus och familjen Haemulidae. Inga underarter finns listade i Catalogue of Life.